# Міхаель Обст (веслувальник)
Міхаель Обст (нім. Michael Obst, 22 червня 1944) — німецький академічний веслувальник.
Олімпійський чемпіон 1960 року в складі розпашної четвірки зі стерновим.
Чемпіон Європи 1959 року в складі розпашної четвірки зі стерновим.